# 中国科学院地理科学与资源研究所
中国科学院地理科学与资源研究所是中国科学院下属研究机构。其定位为“以解决关系国家全局和制约长远发展的资源环境领域的重大公益性科技问题为着力点，以持续提升研究所自主创新能力和可持续发展能力为主线，建设成为服务、引领和支撑我国区域可持续发展的资源环境研究战略科技力量。 ”

## 历史
地理所的前身是1940年在重庆北碚成立的中国地理研究所，1950年中国地理研究所移交中国科学院。在竺可桢等人的努力下，1953年正式成立中国科学院地理研究所。1956年经国务院批准，成立中国科学院综合考察委员会，随后分分合合，1978年恢复重建中国科学院自然资源综合考察委员会。1999年地理所与综考会整合为中国科学院地理科学与资源研究所。大体可以分为以下几个阶段：
- 第一阶段（1940——1949）：新中国成立前，中国地理所的成立与发展。1940年由中英庚款董事会支持创建的中国地理所在重庆北碚成立，确立以区域考察和地理调查为工作中心，相继完成了《乡土地理调查手册》《四川经济地图集》等一批研究成果。抗战胜利后，1947年中国地理研究所从重庆前往南京。1949年南京解放后，由南京市军管会文教部接管中国地理研究所。
- 第二阶段（1950——1977）：中科院吸纳地理所，并成立综考会后的曲折发展。1950年4月，中国地理研究所由南京军管会文教部移交中国科学院；同年6月，中国科学院地理研究所筹备处成立。1953年中国科学院地理研究所在南京正式成立。1958年迁往北京，留南京人员组建南京地理研究所（现为中国科学院南京地理与湖泊研究所）。同一年，即1958年，中国科学院综合考察委员会成立，初期以“摸清资源、提出方案”为方针，60年代又提出“政治挂帅、经济为纲、科学论证”的方针。至1966年已经先后组建13支综合考察队。1970年综考会被撤销，业务人员主要被分配到了地理所。1975年，中国科学院成立“自然资源综合考察组”，设立综合研究室。
- 第三阶段（1978——1999）：文革结束后，地理所与综考会两条线并行快速发展。地理所方面，1978年，地理所恢复研究生招生，1981年获自然地理学、人文地理学博士学位授予权，1986年——1999年先后设立了19个研究室（站），建成涵盖自然地理学、人文地理学以及地图、遥感与地理信息科学三大学科领域的完整研究体系，编制了《1：100万中国土地利用图》《中华人民共和国自然地图集》《中华人民共和国经济地图集》《中国海及邻海气候图集》等。综考会方面，1978年，经国务院批准恢复为“中国科学院自然资源综合考察委员会”，综考会正式恢复。1978-1988年间，综考会先后承担《中国1：100万土地资源图》《中国1：100万草地资源图》编制任务，并完成青藏高原、黄土高原、西南地区等多项科学综合考察。1989-1999年完成《中国自然资源手册》《中国资源科学百科全书》《资源科学》等，创立并推动中国资源科学的发展，同时进行了包括建立中国生态系统研究网络（CERN）、开展区域开发前期研究、开展直接服务国家与地方经济社会建设发展的考察和规划、加强新技术新方法的应用研究等等工作。
- 第四阶段（1999——今）：地理所与综考会正式合并为中科院地理科学与资源研究所。1999年，经中国科学院批准，地理所和综考会整合为中国科学院地理科学与资源研究所，由中国科学院领导。

## 现状

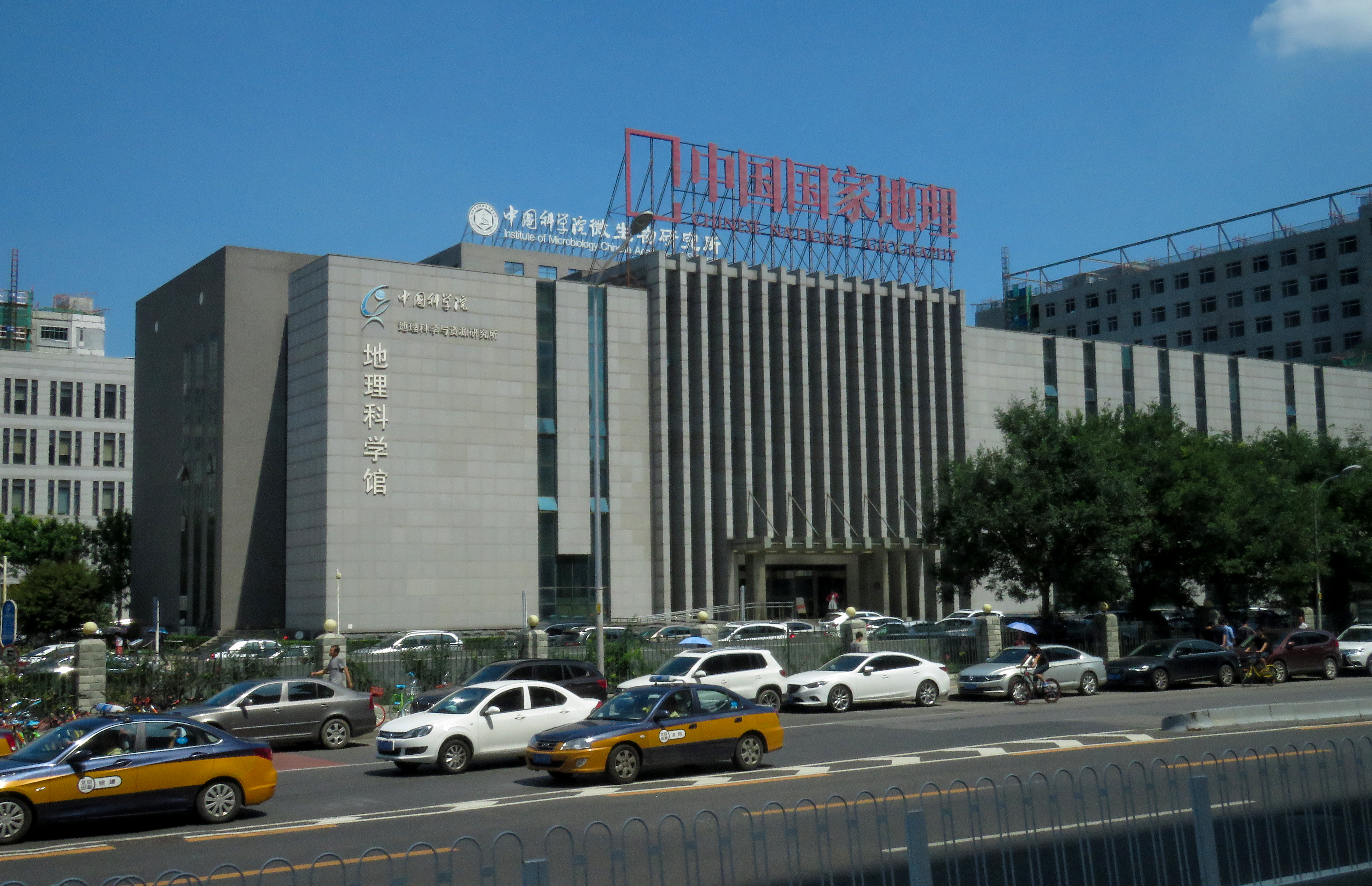
位于中科院地理所的《中国国家地理》杂志社

中国科学院地理科学与资源研究所下属7个实验室、30个研究室。
《地理学报》（中、英文版）、《地理研究》、《地理科学进展》、《自然资源学报》、《资源科学》、《地球信息科学》、《资源与生态学报》（英文版）、《中国国家地理》、《中国生态旅游》等刊物均由中国科学院地理科学与资源研究所主办。

## 下属研究机构
- 陆地表层格局与模拟院重点实验室
  - 综合自然地理研究室
  - 气候与环境变化研究室
  - 土地科学与生物地理研究室
  - 环境地理与人类健康研究室
  - 区域环境与生态信息研究室
- 区域可持续发展分析与模拟院重点实验室
  - 经济地理与区域发展研究室
  - 城市地理与城市发展研究室
  - 农业地理与乡村发展研究室
  - 旅游与社会文化地理研究室
  - 区域可持续发展模拟实验室
- 资源利用与环境修复重点实验室
  - 资源地理与国土资源研究室
  - 资源经济与能矿资源研究室
  - 资源生态与生物资源研究室
  - 资源工程与环境修复研究室
- 资源与环境信息系统国家重点实验室
  - 地理信息科学研究室
  - 地图学研究室
  - 生态环境信息学研究室
  - 海岸带海洋信息系统研究室
  - 地球数据科学与共享研究室
  - 资源环境数据与分析研究室
- 中国科学院陆地水循环及地表过程重点实验室
  - 水文研究室
  - 地貌程研究室
  - 水资源研究室
  - 生态水文与水环境研究室
- 生态系统网络观测与模拟院重点实验室